# Alpine A210
La Alpine A210 è una vettura di tipo Sport-Prototipo costruita dalla casa automobilistica francese Alpine e utilizzata dal 1966 al 1969.

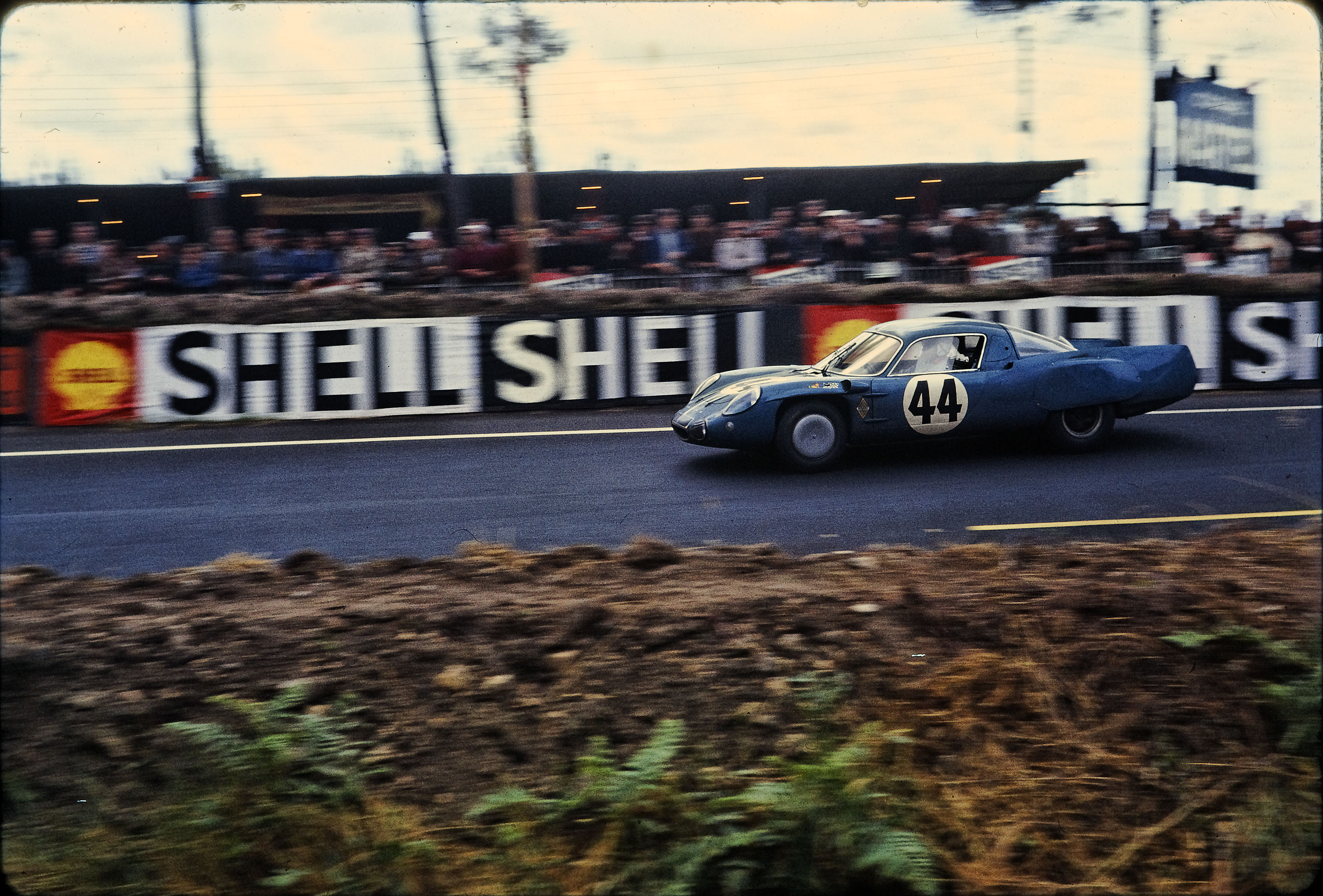
A210 alla 24 ore di Le Mans 1966

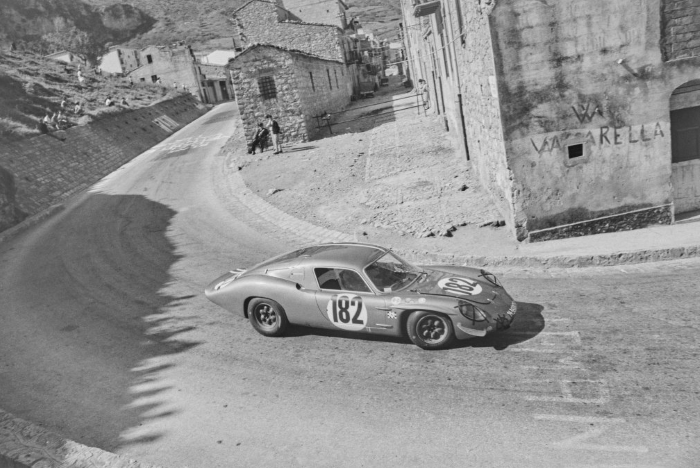
Alpine A210 alla Targa Florio 1967

L'auto derivava dai prototipi della serie M (M63, M64 e M65) introdotti dalla casa francese nei primi anni 60 e alimentati da motori Gordini-Renault. Nel 1967 fu introdotta una versione V8, chiamata A211. Sulla base di quest'ultima venne realizzata la A220, presentato l'anno successivo.  
Tra le competizioni di rilievo che ha partecipato, è stata la 24 ore di Le Mans 1966.